# Centre organisateur des microtubules
| Schéma d'une cellule animale type. Organites : 1. Nucléole (n'est pas un organite!) 2. Noyau 3. Ribosome 4. Vésicule 5. Réticulum endoplasmique rugueux (granuleux) (REG) 6. Appareil de Golgi 7. Cytosquelette 8. Réticulum endoplasmique lisse 9. Mitochondries 10. Péroxysome 11. Cytosol 12. Lysosome 13. Centrosome (constitué de deux centrioles) 14. Membrane plasmique |

Le centre organisateur des microtubules, abrégé COMT ou MTOC, est une structure présente dans les cellules eucaryotes d'où émergent les microtubules. Dans les cellules animales, il est composé de matériel péricentriolaire et d'un centrosome, lui-même composé de deux centrioles.

## Description

Schéma d'un centre organisateur des microtubules d'une cellule animale.

Dans les cellules animales, le centre organisateur des microtubules est composé d'un centrosome, organite non membrané qui se compose d'une paire de centrioles, et d'un nuage de matériel amorphe appelé matériel péricentriolaire. Un centriole est composé de neuf triplets de microtubules (avec treize protofilaments entre chaque microtubule), formant la paroi d'un cylindre. C'est à partir de cet ensemble que s'effectue la nucléation des microtubules grâce à la présence, à sa surface, d'anneaux de tubuline γ, homologue de la protéine ARP pour l'actine. Il n'existe pas de continuité entre les centrioles et les microtubules cytosoliques, qui polymérisent autour des anneaux de tubuline γ. Les microtubules polymérisent à partir de ce centre organisateur qui représente le point de ralliement des microtubules, lui donnant alors un rôle primordial dans le trafic intracellulaire. Le centre organisateur des microtubules a un rôle dans l'orientation des cellules et est à l'origine des cils et des flagelles.
Durant l'interphase, le centrosome est responsable de la nucléation microtubulaire. Le centrosome se duplique au cours de la phase de synthèse (pendant l'interphase) et, pendant la mitose, se sépare pour former les deux pôles du fuseau mitotique (appareil mitotique). Il y a donc deux paires de centrioles appelées chacune « diplosome », c'est de ces deux pôles que seront nucléés les microtubules du fuseau mitotique.
Dans les cellules végétales, il n'y a pas de centrosome, mais le gamma-tubulin ring complex y est conservé et permet la nucléation de nouveaux microtubules. Cette nucléation est microtubules dépendante, c'est-à-dire qu'elle a lieu le long de microtubules déjà existants. En absence de centrosome et de centriole, dans les cellules végétales on parle généralement d'un centre organisateur de microtubule diffus. L'absence de centrosome n’empêche pas la division cellulaire d'avoir lieu, les cellules végétales ne sont d'ailleurs pas les seules à ne pas avoir de centrosome, les ovocytes en sont également dépourvus, lors de la division les pôles du fuseau sont simplement moins focalisés.

## Cas particuliers
- Les levures ne possèdent pas de centrosome, mais ont un centre organisateur des microtubules, situé en périphérie du noyau, mais aussi le long de microtubules déjà existants, cette structure est à la base de la formation des microtubules[3].
- Les  neurones n'ont pas de centrosome.
- Les cellules cancéreuses contiennent un ou plusieurs centrosomes supplémentaires, mais peuvent néanmoins se reproduire. Ceci est une caractéristique propre, connue depuis le début du XXe siècle, qui pourrait peut-être permettre de mieux cibler ces cellules par de nouveaux médicaments anti-cancéreux que l'on cherche à développer[4]. L'exposition de certaines cellules au bisphénol A pourrait perturber les centrosomes et peut-être expliquer un risque accru de cancer de la prostate chez les hommes exposés à cette molécule (qui est aussi un perturbateur endocrinien)[5].

## Cycle du centrosome
Le centrosome est une entité très complexe dont le fonctionnement reste quelque peu mystérieux.

Schéma explicatif du cycle du centrosome